# Специальный трибунал по Ливану
Специа́льный трибуна́л по Лива́ну (англ. Special Tribunal for Lebanon; фр. Tribunal spécial pour le Liban; араб. المحكمة الدولية الخاصة بلبنان‎) — существоваший в 2007-2023 годах специальный трибунал, созданный совместно ООН и правительством Ливана для установления виновных лиц в совершённом 14 февраля 2005 года убийстве бывшего премьер-министра Ливана Рафика Харири и привлечения их к уголовной ответственности.
Трибунал был создан во исполнение резолюций 1664 (2006) и 1757 (2007) Совета безопасности ООН. Располагался в Лейдсендаме, Нидерланды, имел представительство в Бейруте. Официально начал свою работу 1 марта 2009 года.
31 декабря 2023 трибунал объявил о сложении своих полномочий. С января 2024 года сайт трибунала недоступен.

## Внутренняя организация
Трибунал состоял из Камер (для судебных разбирательств и апелляций), Секретариата, Обвинителя и Канцелярии защиты. Обвинитель назначался Генеральным секретарём ООН сроком на три года и действовал в качестве самостоятельного органа Трибунала, он имел свою канцелярию. Секретариат отвечал за выполнение административных функций и обслуживание Трибунала, он возглавлялся назначенным Генеральным секретарём лицом из числа сотрудников ООН. Руководителя Канцелярии защиты назначал Генеральный секретарь после консультаций с Председателем трибунала.
В отличие от Международного трибунала по бывшей Югославии и Международного трибунала по Руанде, которые также были созданы во исполнение резолюции Совета Безопасности ООН, СТЛ был международно-национальным уголовным судом.
В судопроизводстве, трибунал опирался на Ливанскую систему законодательства, однако в качестве меры наказания смертная казнь и каторжные работы, применяемые в Ливане не допускались.

### Камеры
Камеры Трибунала включали в себя одного международного судью предварительного производства, Судебную камеру и Апелляционную камеру. Судебная камера состояла из трёх судей, среди них один являлся ливанским судьёй, а двое других — международными судьями. Апелляционная камера состояла из пяти судей, двое из которых являются ливанскими судьями, а трое — международными судьями. Также имелись два запасных судьи (ливанский и международный). Председатель Трибунала одновременно возглавлял также и Апелляционную камеру. Все судьи назначались Генеральным секретарём на три года (они могли быть повторно переназначены только после консультаций с правительством Ливана).
За время своего существования апелляционная камера де-факто не рассмотрела ни одного дела.

#### Апелляционная камера
| Имя              | Страна         | Должность                |
| ---------------- | -------------- | ------------------------ |
| Ивана Хрдличкова | Чехия          | Председатель             |
| Ральф Риахи      | Ливан          | Заместитель председателя |
| Афиф Шамсиддин   | Ливан          | Судья                    |
| Даниэль Нсереко  | Уганда         | Судья                    |
| Дэвид Барагванат | Новая Зеландия | Судья                    |

#### Судебная камера
| Имя             | Страна    | Должность                  |
| --------------- | --------- | -------------------------- |
| Дэвид Рэ        | Австралия | Председательствующий судья |
| Мишелин Браиди  | Ливан     | Судья                      |
| Джанет Носворти | Ямайка    | Судья                      |
| Никола Латтьери | Италия    | Запасной судья             |
| Валид Акум      | Ливан     | Запасной судья             |

#### Судья предварительного производства
| Имя             | Страна  |
| --------------- | ------- |
| Даниэль Франсен | Бельгия |

## Список обвиняемых
30 июня 2011 года представители Трибунала передали ливанскому правительству обвинительное заключение по делу об убийстве бывшего премьер-министра Рафика Харири в 2005 году. Обвинительное заключение включает в себя 130 страниц.
В нём сказано, что четверо активистов шиитской партии Хезболла участвовали 14 февраля 2005 года в атаке, в результате которой погибли бывший премьер-министр Ливана Рафик Харири и ещё 21 человек. В качестве главных организаторов названы два высокопоставленных члена Хезболлы. Один из них — глава контрразведки Хезбаллы Мустафа Амир Бадреддин, действовавший под именем ливанского христианина Сами Исса. Бадреддин является близким родственником убитого в 2008 году в Дамаске оперативного командующего Хезболлы Имада Мугние. Второй предполагаемый организатор убийства — Салим Джамиль Айаш. Названы имена ещё двоих подозреваемых — Хусейн Хасан Онейси и Асад Хасан Сабра.
31 июля 2013 года было выдвинуто обвинение против 5 подозреваемого Хассана Мерхи (Hassan Merhi).
| Имя                    | Обвинение предъявлено | TA | ЧНО | НоП | Уб. | ПТВЗ | Переданы в СТЛ | Текущий статус                                                 | ОЗ     |
| ---------------------- | --------------------- | -- | --- | --- | --- | ---- | -------------- | -------------------------------------------------------------- | ------ |
| Салим Джамиль Айаш     | 28 июня 2011          | 2  | —   | —   | 3   | —    | Заочно         | Признан виновным. Заочно приговорён к пожизненному заключению. | [ 13 ] |
| Мустафа Амир Бадреддин | 28 июня 2011          | 2  | —   | —   | 3   | —    | Заочно         | Убит 12 мая 2016. Дело прекращено                              | [ 13 ] |
| Хусейн Хасан Онейси    | 28 июня 2011          | 2  | —   | —   | 3   | —    | Заочно         | Оправдан                                                       | [ 13 ] |
| Асад Хасан Сабра       | 28 июня 2011          | 2  | —   | —   | 3   | —    | Заочно         | Оправдан                                                       | [ 13 ] |
| Хассан Хабиб Мерхи     | 31 июля 2013          | 2  | —   | —   | 3   | —    | Заочно         | Оправдан                                                       | [ 11 ] |

## Судебный процесс
Судебный процесс в Специальном трибунале по Ливану начался в январе 2014 года. В связи с невозможностью передачи обвиняемых в СТЛ процесс шёл заочно.
Мустафа Амир Бадреддин был убит в мае 2016 года.
18 августа 2020 был провозглашён приговор. Салим Джамиль Айаш был признан виновным и приговорён к пожизненному заключению. Хусейн Хасан Онейси, Асад Хасан Сабра и Хассан Хабиб Мерхи были оправданы.

## Завершение работы
В 2020, после окончания судебного процесса, начался процесс роспуска трибунала. 3 года было отведено на завершение трибуналом процессов, которые не относятся к судопроизводству.
31 декабря 2023 года трибунал окончательно прекратил своё существование.